# 心臓病
心臓病（しんぞうびょう、英: heart disease）は、心臓の疾患の総称で、心疾患（しんしっかん）とも呼ばれる。全身へ血液を送るポンプという性質上、重篤な症状を起こすものも多い。

## 主な心疾患

### 心不全
- 左心不全
- 右心不全

### 心内膜炎
- 感染性心内膜炎（IE）
- 非細菌性血栓性心内膜炎（NBTE）

### 心臓弁膜症
- 僧帽弁狭窄症
- 僧帽弁閉鎖不全症
- 三尖弁狭窄症
- 三尖弁閉鎖不全症
- 大動脈弁狭窄症
- 大動脈弁閉鎖不全症

### 心膜炎
- 急性心膜炎
- 慢性収縮性心膜炎

### 先天性心疾患
- 心房中隔欠損
- 心室中隔欠損
- 心内膜床欠損症（ECD）
- 動脈管開存
- ファロー四徴症
  - 極型ファロー四徴症
- 完全大血管転位症
- 総肺静脈還流異常症（TAPVR）
- 大動脈縮窄症
- 左心低形成症候群 (HLHS)
- 両大血管右室起始症
- 三尖弁閉鎖

### その他の疾患
- 心筋炎
- 狭心症
- 心筋梗塞
- 心臓性喘息
- 肺性心
- 特発性心筋症
- 心臓神経症
- 川崎病による冠動脈瘤
- 特発性拡張型心筋症
- 心房粗動
- 心房頻拍
- 心房細動
- 心室細動

## 食と生活の勧告
アメリカ心臓協会は、2006年に心臓病と闘うための健康的な食事と生活スタイルを勧告している。
- 食生活の変化により発症率は向上。成人男性は22〜26%、成人女性は15〜18%とされる。
- 必要以上にカロリーを摂りすぎないようにし、体重を維持する。
- ほとんど毎日、少なくとも30分の適度な運動をする。ハーバード大学医学部はいくつかのエクササイズを比較し、有酸素運動と筋力トレーニングを連続で行うのが心臓に最適であると結論付けた[2]。
- 穀物の半分以上を精白されていない全粒穀物にし、様々な野菜と果物を食べる。毎日25グラムの食物繊維を目指す。
- 脂質は、全カロリーの25〜35%までとし、大部分は一価不飽和脂肪酸と多価不飽和脂肪酸とすべき。
- 飽和脂肪酸とトランス脂肪酸を含む食物を、一価不飽和脂肪酸と多価不飽和脂肪酸を含む食物に替える。
- 飽和脂肪酸の摂取を制限するために、肉は皮が取り除かれていて脂肪の少ないものを選ぶ。また、低脂肪の乳製品を選ぶ。
- 少なくとも週2回は魚を食べる。魚の油は多価不飽和脂肪酸のω-3脂肪酸を含み、心臓疾患のリスク低下と相関関係がある。
- トランス脂肪酸を含むものを減らす。固形マーガリンを含む食べものや、フライドポテトを制限する。
- コレステロールは1日に300mg以下にする。
- 砂糖が加えられた飲食物は減らす。
- ナトリウムは1日に2300mg未満にする。
- アルコールは男性1日2杯、女性1日1杯までにする。
- タバコをすわない。そして、タバコの煙に近づかない。タバコの先からでる副流煙という煙は、その害はとても酷い。
- ハーバード大学医学部は、2021年に仕事に関連する身体活動ではなく、余暇の身体活動を推奨した[3]。
- 米睡眠医学会の会長でワシントン大学のネタニエル・ワトソンは、7〜9時間の睡眠が望ましい。1晩の睡眠が6時間を切ると心臓病のリスクも高まるとしている[4]。